# Daniel Vancsik

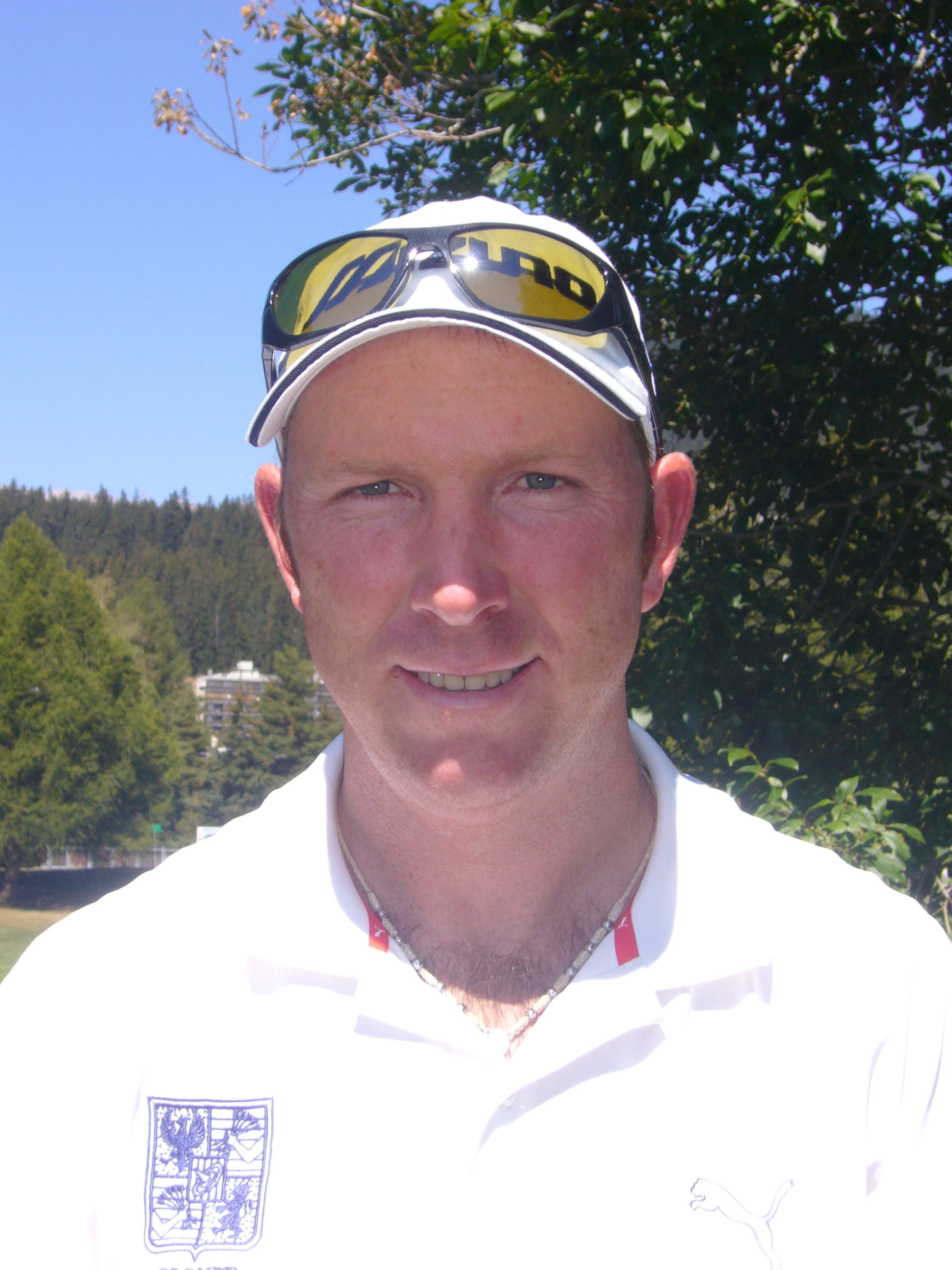
European Masters 2009

Daniel Vancsik (7 januari 1977) is een Argentijnse golfprofessional. Hij dankt zijn achternaam aan zijn Hongaarse grootvader.
In 2006 speelde hij op de European Challenge Tour (CT). In 25 toernooien haalde hij slechts 10x de cut en verdiende niet genoeg om zijn tourkaart te behouden. Op de Qualifying School eind 2006 haalde hij weer een kaart voor 2007.
In 2007 won hij het Madeira Island Open met een voorsprong van 7 slagen op nummer twee. Het was zijn 50ste Tour-wedstrijd, en zijn eerste overwinning op de Tour. Hij is de 9de Argentijn die ooit iets op de Tour wint.
Vancsik is een contractspeler van Mizuno.

## Gewonnen
- 2000: Pinamar Tour Argentina, Rio Cuarto Argentina
- 2003: Chili Open
- 2005: Kenya Open
- 2006: Carilo Open (Arg)
- 2007: Madeira Island Open
- 2009: Italiaans Open